# Nhà thờ Madeleine
Nhà thờ Madeleine là một nhà thờ Công giáo nằm ở Quận 8 thành phố Paris. Lấy cảm hứng từ tòa nhà Maison Carrée ở thành phố Nîmes, nhà thờ Madeleine mang phong cách kiến trúc Cổ điển mới với hàng cột cao kiểu Hy Lạp cổ đại. Tên gọi Madeleine là tên tiếng Pháp của thánh nữ Maria Madalena.
Được xây dựng từ trong vòng 1763 tới 1842, lịch sử phức tạp của công trình khiến Madeleine mang nét kiến trúc khác lạ so với những nhà thờ Công giáo khác. Napoléon Bonaparte từng muốn công trình này là một ngôi đền vinh danh Quân đội Pháp, Louis Philippe I định biến nhà thờ thành ga đường sắt, nhưng cuối cùng nhà thờ Madeleine đã được hoàn thành năm 1842.
| Métro Paris | Bến tàu điện ngầm: Madeleine |

## Nhà thờ Madeleine
Nằm trên quảng trường cùng tên, nhà thờ Madeleine không xa nhà hát Opéra Garnier và quảng trường Vendôme. Phía trước nhà thờ là những cửa hàng thời trang cao cấp của Ralph Lauren, Kenzo. Nhà thờ Madeleine cùng với phố Royale, cột đá Obélisque của quảng trường Concorde nằm trên trục thẳng qua cầu Concorde tới Palais Bourbon ở bên kia sông Seine.
Cũng giống Palais Bourbon với hàng 12 cây cột, nhà thờ Madeleine có 8 cột cao 20 mét. Ở bên trên ghi dòng chữ: D⸱O⸱M⸱SVB⸱INVOCAT⸱S⸱MAR⸱MAGDALENÆ ("Deo Optimo Maximo sub invocatione Sanctae Mariae Magdalenae"), có nghĩa: Tới Chúa quyền năng và vĩ đại, dưới sự phù hộ của thánh Marie-Madeleine.
Phía bên trong, nhà thờ Madeleine chỉ có một gian duy nhất nằm dưới trần gồm ba vòm lớn. Phía cuối, nơi án thờ đặt bức tượng của nhà điêu khắc Charles Marochetti, miêu tả thánh Marie-Madeleine bay lên Thiên đàng cùng với hai thiên thần. Dàn đàn ống nổi tiếng của nhà thờ là tác phẩm của Aristide Cavaillé-Coll.

## Lịch sử

### Nhà thờ Madeleine cũ
Khu vực nhà thờ Madeleine vốn là một vùng đất ngoại ô mang tên Culture l'Évêque rồi Ville l'Évêque. Nơi đây thuộc về vị Giám mục của Paris từ thời vua Dagobert I thế kỷ 7. Trong tiếng Pháp, évêque có nghĩa là Giám mục. Culture l'Évêque có nghĩa Đất của Giám mục, Ville l'Évêque là thành phố của Giám mục.
Năm 1238, một nhà thờ nhỏ được xây dựng rồi sau đó được thay thế bằng nhà thờ khác thờ các vị thánh Marie-Madeleine, thánh Marthe và thánh Lazare. Vua Charles VIII đặt viên đá đầu tiên vào năm 1492. Nhà thờ đó có vị trị ở số 8 đại lộ Malesherbes hiện nay.
Với sự phát triển của dân số Ville l'Évêque, nhà thờ được mở rộng hai lần, vào năm 1659 rồi 1698. Sau khi sáp nhập vùng ngoại ô này vào thành phố, năm 1722, việc xây dựng một nhà thờ mới trở nên cần thiết. Theo bản thiết kế của Ange-Jacques Gabriel, quảng trường mới Louis XV được mở và nhà thờ sẽ nằm trên một trục xuyên qua quảng trường này, chính là phố Royale ngày nay.
Nhà thờ Madeleine cũ bị phá vào năm 1801.

### Đồ án của Contant d'Ivry

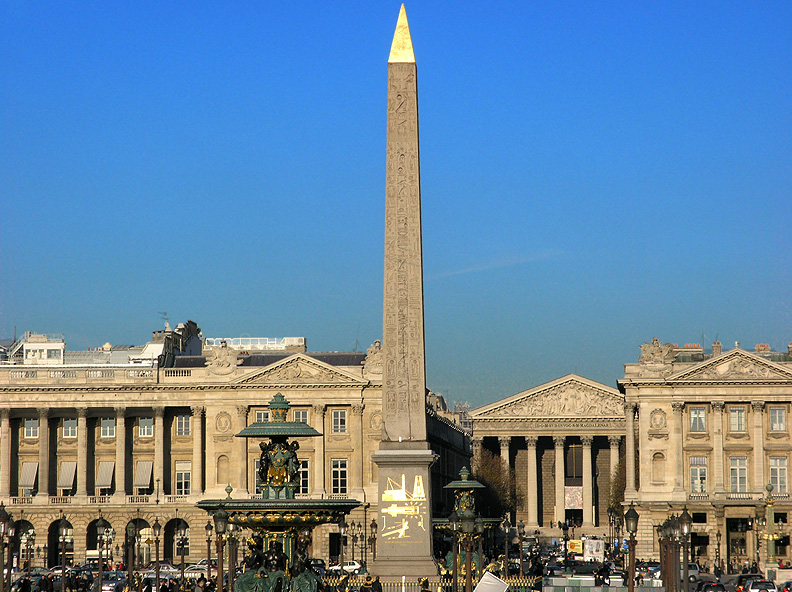
Nhà thờ Madeleine nhìn từ quảng trường Concorde

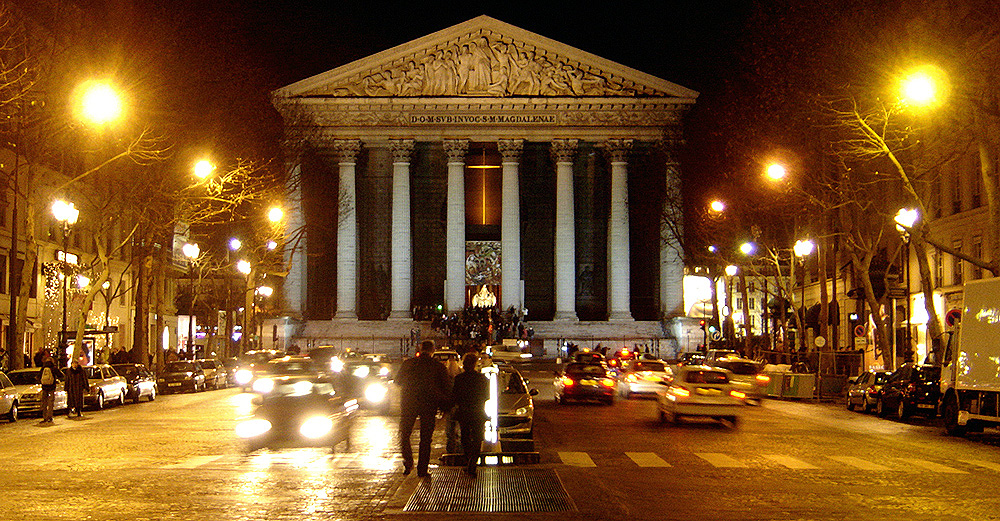
Nhà thờ Madeleine nhìn từ phố Royale

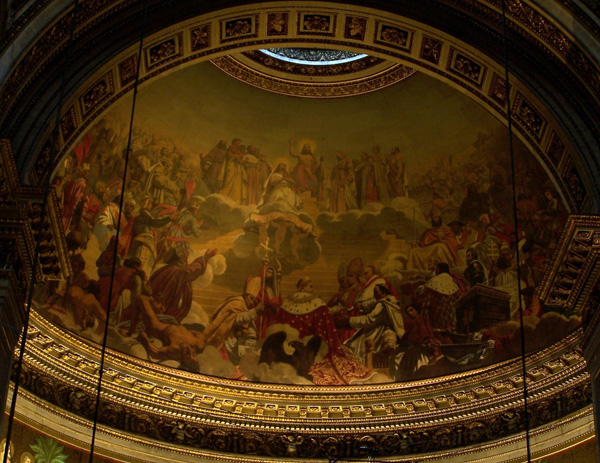
Trang trí vòm của nhà thờ

Năm 1757, kiến trúc sư Pierre Contant d'Ivry được yêu cầu thiết kế nhà thờ Madeleine mới. Contant d'Ivry đưa ra đồ án một nhà thờ hình chữ thập La Tinh mang một vòm nhỏ và được chấp thuận vào năm 1764.
Ngày 3 tháng 8 năm 1763, đích thân vua Louis XV đặt viên đá đầu tiên. Nhưng Contant d'Ivry mất vào năm 1777, khi công trình mới xong móng và bắt đầu xây nền. Kiến trúc sư Étienne-Louis Boullée nghĩ đến một thiết kế mới, vẫn tôn trọng nền móng đã được xây dựng, nhưng cuối cùng người được thay thế là Guillaume-Martin Couture, một học trò của Contant d'Ivry. Guillaume-Martin Couture thay đổi bản thiết kế của người tiền nhiệm, đưa ra một dự án mới với nhà thờ hình chữ thập Hy Lạp, bên trên là vòm lớn và hàng hiên trang trí bởi các cây cột kiểu Corinth.
Tới khi Cách mạng Pháp nổ ra, các cây cột đã được xây dựng tới phần mũ. Nhưng ngày 30 tháng 12 năm 1791, Quốc hội đưa ra quyết định ngừng thi công công trình. Tầng hầm của nhà thờ được cho một nhà buôn rượu vang thuê, còn những phần khác dành cho một số thợ thủ công. Dưới chế độ Tổng tài, 1799-1804, công việc vẫn bị đình lại.

### Đồ án của Vignon
Thời gian tiếp theo, nhiều kiến trúc sư đưa ra các bản thiết kế để hoàn thành công trình đang dang dở. Jacques-Guillaume Legrand và Jacques Molinos đề xuất ở vị trí đó một cung điện lớn dành cho Quốc hội: phòng họp nằm trong điện và một tòa nhà lớn bao quanh danh cho các văn phòng. Jacques-Pierre Gisors đề nghị dành cho nhà hát Opéra hoặc Thư viện quốc gia.
Sắc lệnh của hoàng đế Napoléon ngày 21 tháng 2 năm 1806 quyết định tập hợp công trình được dành cho Ngân hàng Pháp, Tòa án thương mại và Sở chứng khoán Paris. Kiến trúc sư Pierre-Alexandre Vignon được giao trách nhiệm các bản thiết kế mới, nhưng dự án bị hủy bỏ vì các chủ nhân hàng và thương gia cho rằng khu vực này quá hẹp.
Cuối cùng, ngày 2 tháng 12 năm 1806, tại doanh trại Poznań ở Ba Lan, Napoléon ký quyết định xây dựng một ngôi đền vinh danh Quân đội Pháp. Một cuộc thi kiến trúc được tổ chức và người thắng cuộc là Pierre-Alexandre Vignon. Đồ án của Pierre-Alexandre Vignon được hoàng đế Napoléon chấp nhận, mặc dù Viện hàn lâm Hoàng gia phản đối: một ngôi đền có hàng cột cao, mang kiến trúc Hy Lạp và La Mã.

### Xây dựng
Khoảng thời gian sau đó, tất cả những phần xây dựng cũ đều bị phá hủy và công việc tiến hành nhanh chóng. Nhưng tới năm 1811, công trình phải dừng lại vì lý do tài chính. Sau chiến dịch nước Nga năm 1812 của Napoléon, ngôi đền dành cho vinh quang bị từ bỏ và quay lại với dự án nhà thờ.
Khi dòng họ Bourbon trở lại ngai vàng, quá trình xây dựng tiến triển rất nhanh: phần móng hoàn thành, nền được xây dựng, các cây cột được cất lên và tường hai bên cũng gần xong, chỉ còn đợi phần mái và trang trí. Vua Louis XVIII ra chỉ thị vào tháng 8 năm 1816 rằng nhà thờ sẽ là công trình tưởng niệm Louis XVI và hoàng hậu Maria Antonia của Áo cùng Élisabeth Philippine Marie Hélène, những người đã bị Cách mạng xử tử. Ý nghĩa mới của công trình chỉ thay đổi phần trang trí chứ không ảnh hướng tới bản thiết kế tổng thể.
Năm 1828, kiến trúc sư Pierre-Alexandre Vignon mất, không kịp hoàn thành tác phẩm của mình. Jacques-Marie Huvé thay thế, đẩy nhanh tiến độ xây dựng tới khi nổ ra Cách mạng Tháng Bảy năm 1830. Louis Philippe I lên ngôi ngày 9 tháng 8 năm 1830 không theo đuổi mục đích tưởng niệm, đã định biến công trình thành một ga đường sắt, nhưng rồi vẫn quay trở lại với dự án nhà thờ.
Đến ngày 24 tháng 7 năm 1842, nhà thờ Madeleine được khánh thành, đúng ngày lễ Thánh Maria Madalena. Ngày 9 tháng 10 năm 1845, nhà thờ được tổng Giám mục Paris Denys Affre làm lễ cung hiến.